# Harpagifer
Harpagifer är ett släkte av fiskar. Harpagifer ingår i familjen Harpagiferidae.
Arterna förekommer i havet kring Antarktis. Det vetenskapliga namnet är bildat av grekiska harpago (rov) och latin ferre (bringa).
Harpagifer är enda släktet i familjen Harpagiferidae.

## Arter
Arter enligt Catalogue of Life:
- Harpagifer andriashevi
- Harpagifer antarcticus
- Harpagifer bispinis
- Harpagifer crozetensis
- Harpagifer georgianus
- Harpagifer kerguelensis
- Harpagifer macquariensis
- Harpagifer nybelini
- Harpagifer palliolatus
- Harpagifer permitini
- Harpagifer spinosus